# Полет 605 на „Индиан Еърлайнс“
Полет 605 на „Индиан Еърлайнс“ e редовен вътрешен пътнически полет от международното летище „Чатрапати Шиваджи Махарадж“, Бомбай, до летище Хиндустан, Бенгалуру, Индия. На 14 февруари 1990 г. самолетът „Еърбъс 320-231“, който изпълнява полета, се разбива върху голф игрище, докато се опитва да кацне в Бенгалуру, и убива 92 от 146 пътници и екипаж на борда.
Индийският разследващ екип решава, че вероятната причина за катастрофата е, че пилотите избират режим на управление „Отворено спускане/полет на празен ход“, а не „Улавяне на глисада“ и позволяват на самолета да потъне далеч под правилната траектория на полета. Екипажът не успява да придвижи дроселите или да изтегли дори след съобщаване на височината по радиото, когато самолетът се приближава към кацането. В доклада се посочва, че екипажът на полет 605 не е наясно със ситуацията и опасността, което е довежда до забавена реакция по време на снижаването.
Индийският комитет за разследване издава 62 препоръки към Генерална дирекция за гражданска авиация, някои от които са оценка на вратите и плъзгачите за евакуация в самолетите „Еърбъс“ и промяна на дизайна на техните инструменти. Призовава се правителството да направи оценка на всяко летище в Индия, за да предотврати подобни инциденти. Катастрофата предизвиква критики сред Индийската асоциация на търговските пилоти, която заявява, че самолетът има сериозни недостатъци. Твърди се, че системите на самолета са твърде объркващи и че екипажът на полет 605 се бори да предотврати катастрофата.
Друг инцидент с A320 по-малко от две години по-късно (при подобни обстоятелства) довежда до подобрения в дизайна на устройството за управление на полета и множество препоръки за безопасност.